# تشارلز شل
تشارلز شل (بالإنجليزية: Charles Schlee)‏ مواليد 21 يوليو 1873 في كوبنهاغن - الوفاة 5 يناير 1947 في كامبريدج، ماريلاند، الولايات المتحدة، كان دراج أمريكي. سبق أن شارك في دورة الألعاب الأولمبية الصيفية وفاز بميدالية أولمبية.

## الميداليات
| الميدالية | المسابقة                       |
| --------- | ------------------------------ |
| ذهبية     | الألعاب الأولمبية الصيفية 1904 |

## روابط خارجية
- تشارلز شل على موقع أرشيف الدراجات (الإنجليزية)
- تشارلز شل على موقع أوليمبيديا (الإنجليزية)
- profile